# Akron (Ohio)
Akron és una ciutat d'Ohio, Estats Units d'Amèrica, de 217.074 habitants segons el cens de l'any 2000 i amb una densitat de 1.350,3 per km². Akron és la cinquena ciutat més poblada de l'estat i la 97a ciutat més poblada del país. És a uns 200 quilòmetres per carretera de Columbus, la capital d'Ohio.

## Fills il·lustres
- Ike Isaacs (1923 - 1981) contrabaix, trompetista i director d'orquestra.
- Richard Smalley (1943 - 2005) químic, Premi Nobel de Química de l'any 1996.
- Charlie Share (1927 - 2012) jugador de basquetbol.
- Chrissie Hynde (1951) cantant i compositora, líder dels Pretenders.
- LeBron James (1984) jugador de basquetbol.
- Stephen Curry (1988) jugador de basquetbol.